# Carnaval de São Paulo do Potengi
O Carnaval de São Paulo do Potengi é reconhecido como um dos mais tradicionais e animados do Rio Grande do Norte. Realizado anualmente no município de São Paulo do Potengi, este evento festivo é considerado o maior carnaval da Região Potengi.

## O evento
O evento carnavalesco potengiense, é uma festa que se estende por quatro dias, realizada no Pavilhão do Povo. Começando no sábado e terminando na terça-feira, antecedente ao dia de cinzas, esta celebração é aguardada ansiosamente por moradores locais e visitantes de toda a região.
Atualmente, o Carnaval de São Paulo do Potengi destaca-se pelos ritmos animados que embalam os foliões durante os dias de festa. O frevo, o forró e o axé são os ritmos proeminentes nessa festa popular, garantindo uma atmosfera de muita animação e diversão para todos os presentes.
Com uma programação diversificada que inclui desfiles de blocos, trios elétricos e apresentações musicais ao vivo, o Carnaval de São Paulo do Potengi oferece entretenimento para todos os gostos e idades.
Na segunda-feira, destaca-se o Arrastão das Kengas, ou Arrasta Kenga, que é o maior bloco popular do Carnaval de São Paulo do Potengi. Neste evento, homens e mulheres saem às ruas vestidos com roupas do sexo oposto, criando um clima de descontração e diversão que atrai uma grande quantidade de foliões.
No último dia de festividades, terça-feira, é realizado o tradicional Mela-mela. Nesta ocasião, os participantes se reúnem em praça pública para uma celebração especial, onde dançam e se divertem enquanto se sujam uns aos outros com uma mistura peculiar de ingredientes, incluindo mel de engenho, farinha, manteiga, ovo e outros elementos.
O Carnaval de São Paulo do Potengi é reconhecido por sua rica história cultural, pela sua relevância no setor econômico local e pela diversidade de ritmos que animam as multidões durante as noites de festa. Com suas tradições enraizadas na cultura potengiense, o Carnaval é mais do que uma simples celebração; é um reflexo da identidade e do espírito comunitário da cidade. Além de proporcionar momentos de diversão e descontração, o Carnaval desempenha um papel importante na promoção do turismo e na geração de receita para a economia local, impulsionando o comércio e os serviços relacionados ao evento.

## Pandemia
Durante a pandemia de COVID-19, não houve a realização do evento no ano de 2021, voltando apenas no ano de 2022, mas em outro local.